# Norton-Villiers

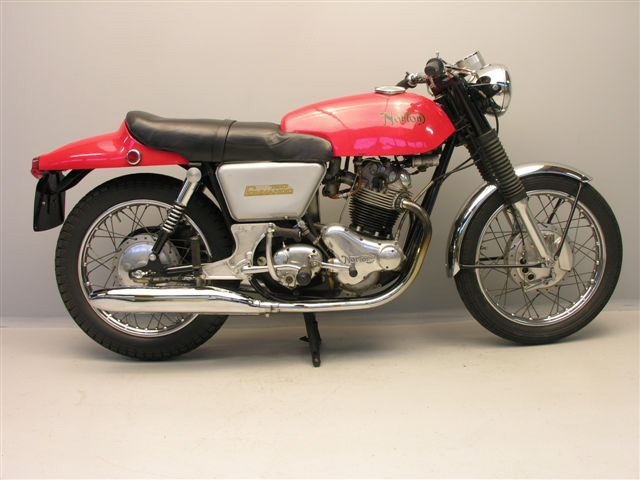
Norton Commando 'Fastback' de 750 cc (1969)

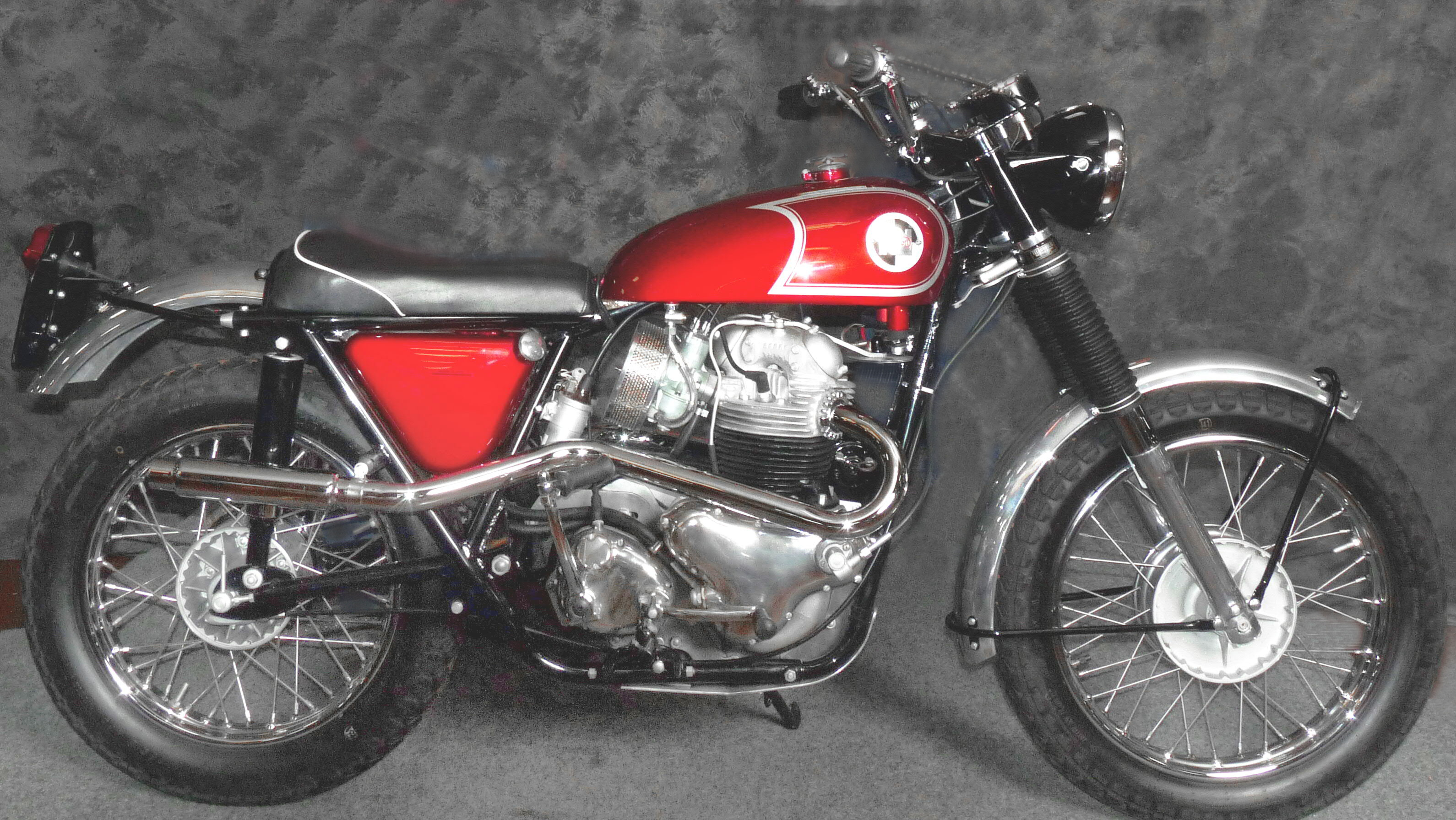
Norton P11

Norton-Villiers fue un fabricante británico de motocicletas formado en la década de 1960 tras el colapso de AMC. Con el declive general de la industria británica de motocicletas, bajo una iniciativa del gobierno británico, más tarde se combinó con los remanentes de BSA Triumph para formar Norton-Villiers-Triumph. La compañía estuvo operativa entre 1966 y 1973.

## Antecedentes
Villiers fue fundada en 1898 por Charles Marston como empresa auxiliar de la fábrica de bicicletas Sunbean, aunque a partir de 1913 se dedicó a la fabricación de motores (negocio en el que se convirtió en una compañía de gran éxito) y de sus propias motocicletas. En la década de 1960, el grupo Manganese Bronze Holdings compró la compañía.
Por su parte, Norton, había sido fundada en 1898 por James Lansdowne Norton para producir cadenas de bicicleta, convirtiéndose en un prestigioso fabricante de motocicletas. En 1952, había sido adquirida por la empresa Associated Motorcycles.

## Norton Villiers (1966-1973)
En 1966, se produjo la quiebra de la compañía Associated Motor Cycles (AMC), siendo adquirida por Manganese Bronze Holdings, que creó la compañía Norton-Villiers para dirigir las operaciones del nuevo grupo. En ese momento, Norton era la única marca de motocicletas en la compañía que ganaba dinero. Los tradicionales motores monocilíndricos de cuatro tiempos que montaban las marcas AJS y Matchless se dejaron de producir, siendo sustituidos por motores Norton hasta 1969. En 1968, todos los modelos tenían nuevos carburadores, sistemas de encendido y una llave de arranque. Los modelos G15CS, N15CS y M33CS habían mejorado su construcción para 1968–69.
La serie de motocicletas P11 fue un diseño completamente nuevo de 1967 y se desarrolló aún más en 1968–69. Las P11 estaban disponibles como Norton o como Matchless.

### Norton Commando
Para Norton-Villiers, el desarrollo de un nuevo motor para el mercado tenía un costo prohibitivo, pero la vibración del motor bicilíndrico vertical de 750 cc se transmitía con tanta intensidad hasta el conductor a través del bastidor de las Norton Atlas, que se abandonó a favor de un diseño anterior. Se diseñó un nuevo bastidor (basado en un concepto de motocicleta designado P10, y luego Z26 como una mejora) para aislar el motor del cuadro mediante casquillos de goma, creando una experiencia de uso más confortable.
El denominado bastidor Norton Isolastic se desarrolló a tiempo para el Salón de Earls Court de 1967. La producción comenzó en abril de 1968, pero los problemas de flexión dieron lugar a un marco mejorado que se introdujo en enero de 1969.
La Norton Commando apareció rápidamente en las carreras: el primer concesionario de Londres, Vincent Davey, dirigió un equipo con el nombre de Gus Kuhn, integrado por los pilotos Dave Croxford y Mick Andrew.
La Norton Commando S de 1969 se introdujo equipada con un escape elevado en el lado izquierdo y un tanque de gasolina de 11.3 litros de capacidad, dirigido principalmente al mercado de exportación estadounidense. El modelo original fue posteriormente denominado Commando Fastback.

## Fábricas
A finales de 1968, la factoría de Burrage Grove en el barrio londinense de Plumstead, donde se ensamblaban los motores procedentes de la planta de Wolverhampton y los bastidores fabricados en la planta de Mánchester, recibió una orden de expropiación por parte del Consejo del Gran Londres. Las instalaciones de Plumstead cerraron en julio de 1969.
Un subsidio del gobierno permitió que las tareas de ensamblaje de motocicletas se trasladara a una fábrica en North Way, Andover, con un hangar de aeronaves situado en el cercano aeródromo de Thruxton que albergaba el Departamento de Pruebas. La fabricación se concentró en Wolverhampton, con 80 máquinas completas producidas allí cada semana. Esta fábrica también enviaba componentes, motores ensamblados y cajas de engranajes a la línea de montaje de Andover.

## Modelos de motocicletas NV
- Neale Shilton diseñó un modelo según las especificaciones de la policía, la Norton Commando Interpol. Tenía cofres laterales, caja superior, carenado y accesorios para equipos eléctricos auxiliares.[1]
- 1970: (marzo) Roadster
- 1970: (junio) Commando S (se deja de producir)
- 1970: (septiembre) Fastback MK. 2, luego reemplazada por la Fastback Mk.3
- 1971: (mayo) Street Scrambler y la Hi Rider
- 1971: (julio) Fastback Long Range
- 1972: (enero) Mk.4 Fastback, una Roadster actualizada, y la 750 Interstate, con motores Combat

### Motor Combat
El motor Combat de alto rendimiento rendía 65 HP (48 kilovatios) a 6500 rpm, con una relación de compresión de 10:1. Estas prestaciones eran demasiado elevadas para un motor basado en el antiguo diseño de 500 cc de 1949, lo que produjo los fallos en los cojinetes principales y pistones rotos de los que se hablaba en la prensa, junto con problemas de control de calidad.
La solución al problema principal de los rodamientos fue introducir el legendario Superblend, aunque en realidad solo era un rodamiento de rodillos de mayor capacidad de carga. Los problemas de los pistones se resolvieron retirando la ranura para el drenaje del aceite situada detrás del anillo de engrase y, en su lugar, taladrar una serie de orificios, de modo que la corona del pistón no se separara del pistón a regímenes de giro elevados.

## Fusión forzada
Esta situación provocó un deterioro en las finanzas de la compañía. Sin embargo, a mediados de 1972, el grupo BSA estaba en serios problemas financieros como resultado de los malos resultados de las ventas de las motocicletas BSA y Triumph. El gobierno ofreció un paquete de rescate financiero ligado a la fusión de los dos grupos, y así nació Norton-Villiers-Triumph.